# 圣茹安德米伊
圣茹安德米伊（法語：Saint-Jouin-de-Milly，法語發音：[sɛ̃ ʒwɛ̃ də miji]）是法国德塞夫勒省的一个旧市镇，属于布雷叙尔区。2019年1月1日，圣茹安德米伊与邻近的5个市镇合并为新市镇塞夫尔河畔蒙库唐。

## 地理
圣茹安德米伊（46°45'16"N, 0°37'16"W）面积6.77 平方千米，位于法国新阿基坦大区德塞夫勒省，该省份为法国西部内陆省份，北起曼恩-卢瓦尔省，西接旺代省，南至夏朗德省和滨海夏朗德省，东临维埃纳省。
与圣茹安德米伊接壤的市镇（或旧市镇、城区）包括：库尔莱、塞夫尔河畔拉福雷、蒙库唐。
圣茹安德米伊的时区为UTC+01:00、UTC+02:00（夏令时）。

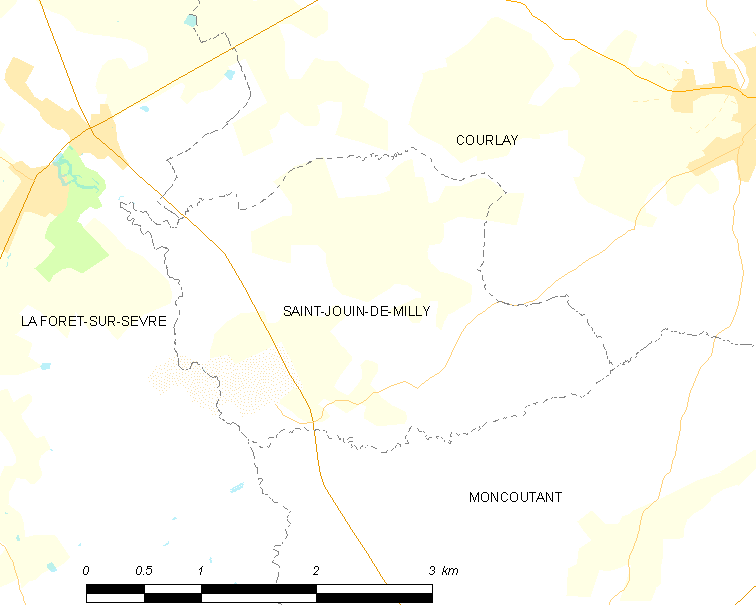
圣茹安德米伊的OSM定位图

## 行政
圣茹安德米伊的邮政编码为79380，INSEE市镇编码为79261。

## 政治
圣茹安德米伊所属的省级选区为瑟里宰县。

## 人口

1962-2008年间圣茹安德米伊人口变化图示

圣茹安德米伊于2018年1月1日时的人口数量为201人。